# McWay Falls
McWay Falls é uma cachoeira de quase 25 metros de altura localizada no Parque Estadual Julia Pfeiffer Burns na região de Big Sur no estado da Califórnia nos Estados Unidos. O Riacho McWay despeja suas águas sobre uma pequena praia do oceano Pacífico em uma queda livre de 24,38 metros de altura. Essa cachoeira é uma das duas únicas da região que caem na areia da praia ou diretamente no mar em dias de maré alta. 
A praia onde a cachoeira desemboca é de difícil acesso por terra, mas pode ser acedida facilmente de barco. Entretanto, por motivos de segurança e de preservação da área, o acesso à praia não é permitido ao visitante do parque.

## Como chegar

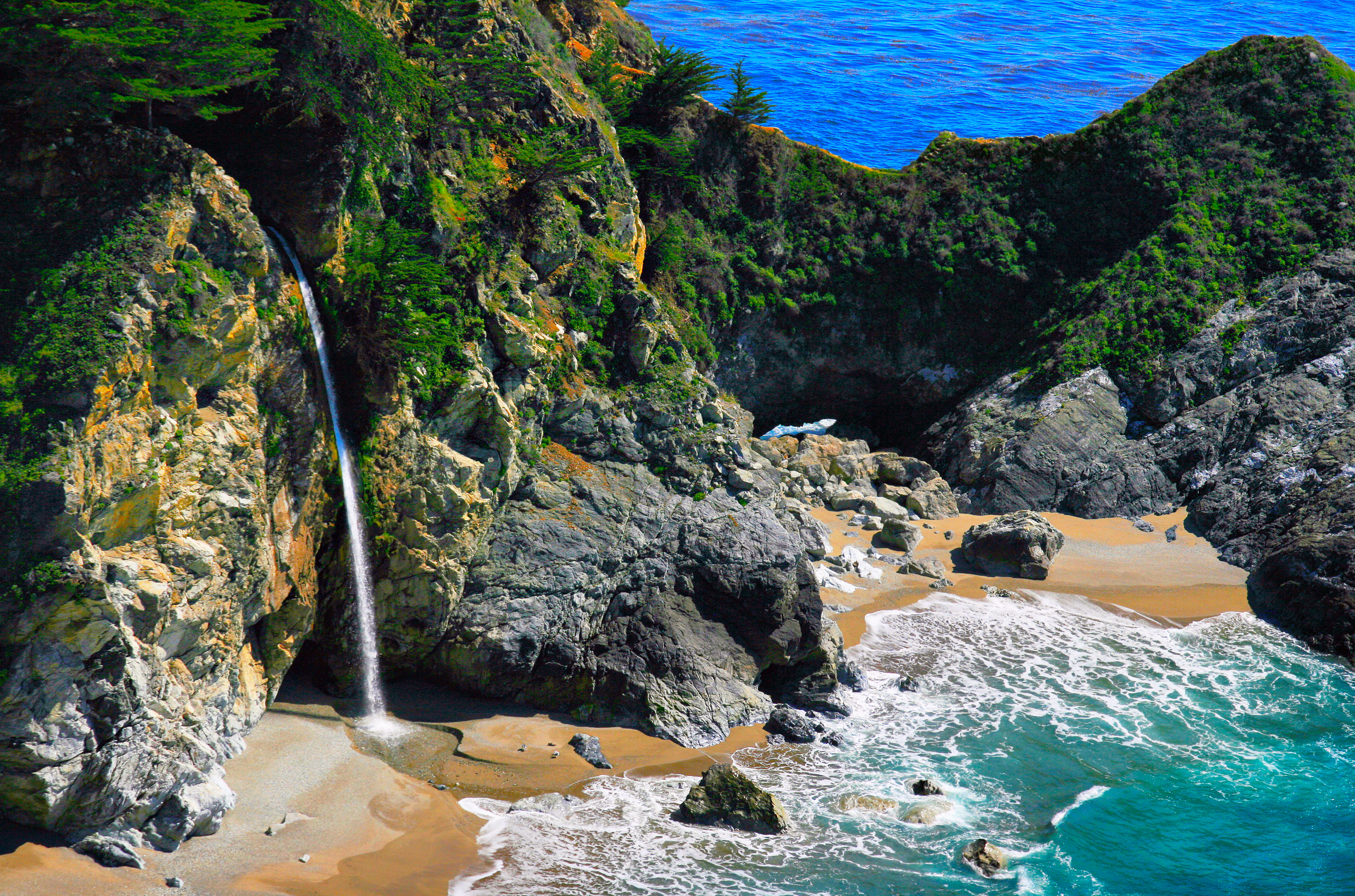
McWay Falls no Parque Estadual Julia Pfeiffer Burns

Vindo de Carmel-by-the-Sea, pegue a histórica "Highway 1" indo para o sul da Califórnia por cerca de 59 km passando por dentro de Big Sur até avistar a placa da entrada do Parque Estadual Julia Pfeiffer Burns. Chegando ao estacionamento do parque, deve-se caminhar por uma trilha de aproximadamente 400 metros, com acesso à cadeira de rodas, passando por um túnel estreito e por uma ponte de madeira que leva até um mirante com vista panorâmica da cachoeira, da pequena praia e de formações rochosas com o oceano pacífico ao fundo. 

## Ligações externas

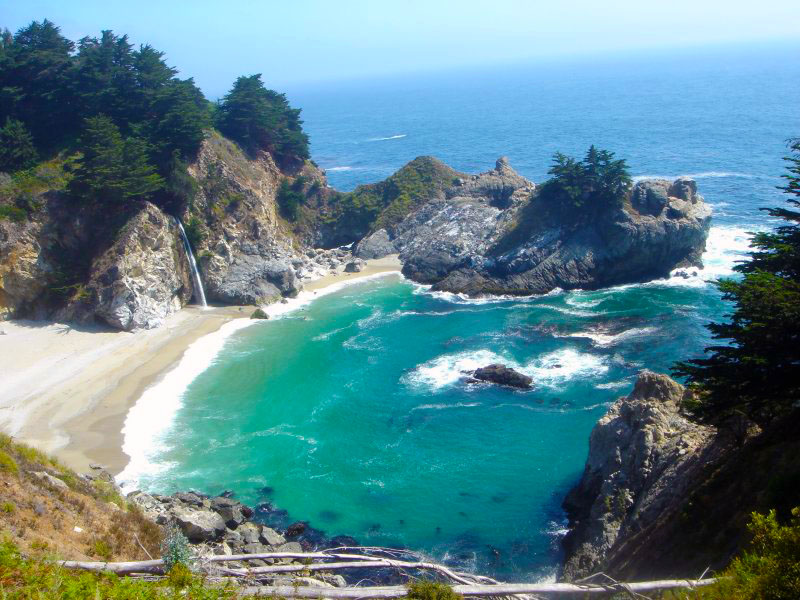
Cachoeira com o Oceano Pacífico ao fundo